# Al-Dawasir
Gli al-Dawāsir (in arabo الدواسر‎?) furono un gruppo tribale arabo, che si pensava fosse emigrato nella Penisola arabica dallo Yemen nell'anno 250.
I Dawāsir sarebbero provenuti dalla città di Ma'rib, capitale dei Sabei in seguito a un'inondazione che avrebbe spazzato via la diga, e della quale parlerebbe anche il Corano. L'episodio avrebbe dato origine al modo di dire "Si dispersero come il popolo di Saba" e si riferisce a quest'esodo storico.